# Asira
Asira é um deus local, cultuado no norte da Arábia pré-islâmica, especialmente em Taima, um enorme oásis. Asira foi muito influenciado pela cultura egípcia, porém, seu nome foi apenas mencionado pelo rei babilônico Nabonido.